# TV's HIGH
『TV's HIGH』（ティーヴィーズ・ハイ）は、フジテレビで2000年10月14日（13日深夜）から2001年3月24日（23日深夜）まで毎週土曜日 1:30 - 1:45（金曜日深夜）に放送されていた深夜番組であり、テレビドラマ仕立てのバラエティ番組。主演はSMAPの木村拓哉。
当番組終了後の2001年4月から2009年3月までの同時間帯は「チョナン・カン」（チョナン・カン2も含む）が放送され、長くSMAPメンバーがメインMCの番組が放送された事になる。

## あらすじ
あるアパートに住む木村拓哉が宅配ピザを頼んだ所、おまけの商品として「TV局開局キット」を渡された。それは自分の映像がテレビで放送され、視聴率80%を取るまで終わらないというゲームだった。

## 概要
- レギュラー放送開始に先駆け2000年10月14日（13日深夜）には「第0回」が放送された。
- 深夜番組ながら豪華な出演者が顔をそろえており、それぞれ個性的なキャラクターが多かった。特に政治家として、ほぼ毎週、元東京都知事の青島幸男が出演したこと、元総理大臣の村山富市が出演したことは話題となった。
- 2クールで放送を終了したが、放送されていない地域が多かったため、フジテレビで3月の放送が終了してからも放送を開始するFNS系列の放送局が多かった（関西テレビでは4月から放送され始めたものの、不定期だった）。
- 24時間テレビのパロディや木村本人が同時期に出演していたHEROの影響もあり、それに関連する言及（オープニングテーマを歌っている宇多田ヒカルが最終回で出てくる、初回には中谷美紀が声だけの出演を果たす等）もある。
- 映像ソフト化にあたって、本放送時のシーンがいくつかカット、もしくはBGMの差し替えが行われている。
- 木村が単独でバラエティ番組のレギュラーを持つのは初であり、2023年現在でもこの番組のみである。

## キャスト
- 木村拓哉（木村拓哉）、初登場第1回
- 生瀬勝久（宅配ピザ屋、上野倉三郎）、初登場第1回
- YOU（ADのっち）、初登場第2回
- 青島幸男、初登場第2回
- 木村祐一、初登場第3回
- 村上淳、初登場第8回
- 宮藤官九郎、初登場第11回
- 山西惇（勅使河原）
- 西山喜久恵（フジテレビアナウンサー）、第12回
- BANANA MAN、最終回

### 特別出演
- 中谷美紀（第1回、声のみ）
- 涂阿玉（第1回）
- 水野晴郎（第5回）
- 村山富市（第5回）
- 石田ひかり（第11回 - 第13回）
- 宇多田ヒカル

## 放送リスト
1. 2000年10月28日
2. 2000年11月11日
3. 2000年11月18日
4. 2000年11月25日
5. 2000年12月2日
6. 2000年12月9日
7. 2000年12月16日
8. 2000年12月23日
9. 2001年1月13日
10. 2001年1月20日…総集編
11. 2001年1月27日
12. 2001年2月3日
13. 2001年2月10日
14. 2001年2月17日
15. 2001年2月24日
16. 2001年3月3日
17. 2001年3月10日
18. 2001年3月17日
19. 2001年3月24日[注 1]

## 放送局
- フジテレビ（制作局）：土曜 1:30 - 1:45（2000年10月14日 - 2001年3月24日）[3]
- 北海道文化放送：土曜 2:05 - 2:20（2000年10月28日 - 2001年3月31日[注 2]）[4]

## 映像作品
- ビデオ「TV's HIGH Vol.1」1回 - 11回（総集編除く）
- ビデオ「TV's HIGH Vol.2」12回 - 19回
- DVD「TV's HIGH」

## スタッフ
- 作・構成：三木聡、鈴木おさむ、宮藤官九郎
- ブレーン：木村祐一
- 編曲：金子隆博
- 美術制作：井上幸夫
- デザイン：棈木陽次
- 美術進行：吉田敬
- 大道具：三上晋
- 装飾：加川功
- 持道具：小林加代子
- 衣装：中山美和
- メイク：峰野恵美
- かつら：新井智子
- アクリル：永山淳
- 特殊美術：佐藤和良、水尾一雄
- 視覚効果：坂井郁美
- TD・SW：佐々木信一
- CAM：小川経一
- VE：川崎淳
- AUD：中村仁
- 照明：豊田秀明（FLT）
- 編集：太田友康（IMAGICA）
- MA：円城寺暁（IMAGICA）
- 音響効果：田中寿一（J-WORKS）
- アドバイザー：坂口修
- アートディレクション：田中秀幸
- CG：フレイムグラフィックス
- 協力：共同テレビ、万国屋
- TK：楮本真澄
- 連絡：小林琴美
- 編成：夏野亮、小中ももこ
- FD：西村宗範
- ディレクター：濱野貴敏、佐々木繁雄
- 演出：ユン駒辻
- 制作プロデューサー：原田冬彦
- プロデューサー：荒井昭博
- 制作協力：ジャニーズ事務所（※表記なし）
- 制作：フジテレビ制作センター
- 制作著作：フジテレビ